# George Hampson
George Francis Hampson, decimo Baronetto (Marylebone, 14 gennaio 1860 – Maidstone, 15 ottobre 1936), è stato un entomologo inglese.

## Biografia
Hampson studiò alla Charterhouse School e all'Exeter College di Oxford. Si recò in India per praticare l'agricoltura delle piante del tè sui monti Niligiri della Presidenza di Madras (ora Tamil Nadu), dove si interessò allo studio di falene e farfalle. Al suo ritorno in Inghilterra divenne volontario al Museo di storia naturale di Londra, dove scrisse The Lepidoptera of the Nilgiri District (1891) e The Lepidoptera Heterocera of Ceylon (1893) come parti 8 e 9 di Illustrations of Typical Specimens of Lepidoptera Heterocera of the British Museum. Ha poi iniziato a lavorare su The Fauna of British India, Including Ceylon and Burma: Moths (4 volumi 1892-1896).
Albert C. L. G. Günther gli offrì un posto come assistente al museo nel marzo 1895, e, dopo essere succeduto al suo baronetto nel 1896, fu promosso ad assistente custode nel 1901. Ha poi lavorato su un Catalogue of the Lepidoptera Phalaenae in the British Museum (15 volumi, 1898-1920).
Si sposò con Minnie Frances Clark-Kennedy il 1º giugno 1893 ed ebbe tre figli.
| Hampson è l'abbreviazione standard utilizzata per le specie animali descritte da George Hampson. Categoria:Taxa classificati da George Hampson |